# Single-Copy-Gen
Als single-copy-Gen bezeichnet man Gene, die nur in einer einzigen Kopie im gesamten Genom vorkommen.
Beispiele für single-copy-Gene:
- Das PrP-Protein codierende Gen namens PRNP, welches auf dem kurzen Seitenarm des 20. Chromosoms des Menschen lokalisiert ist und etwa 750 Basenpaare umfasst.
- Die b-Actin-Sequenz, welche in vielen Organismen hoch konserviert ist und so zur Differenzierung von Genomen verschiedener Organismen verwendet werden kann.